# La rivincita delle sfigate
La rivincita delle sfigate (Booksmart) è un film del 2019 diretto da Olivia Wilde, al suo debutto da regista.

## Trama
Amy e Molly sono migliori amiche che hanno preferito dedicare gli anni del liceo esclusivamente allo studio e non al divertimento, in prospettiva di migliori opportunità future per il college e per la loro carriera, risultando così spesso antipatiche agli altri studenti. Mentre si trova in bagno, Molly sente dei compagni di classe parlar male di lei ed Amy, così si confronta con loro dicendo di aver preferito non infrangere regole e dedicarsi allo studio in quanto andrà a Yale, scoprendo però che anche i suoi compagni, che non hanno rinunciato ai divertimenti del liceo, andranno a college anche prestigiosi (Stanford, Harvard, Georgetown, ...). Evidentemente turbata, Molly dice ad Amy che avrebbero dovuto divertirsi di più al liceo, convincendola a partecipare a una festa tenuta da Nick a casa della zia la sera prima della cerimonia del diploma.
Non frequentando altre persone, si rendono conto di non avere l'indirizzo della festa, così Molly telefona a Jared, un compagno di classe innamorato di lei, chiedendo un passaggio. Jared accetta, ma invece del party di Nick, le porta alla festa organizzata da lui su uno yacht, dove incontrano la sua fidanzata Gigi, sotto effetto di droghe. Essendo loro quattro gli unici partecipanti della festa, Amy suggerisce di andare a casa, avendo portato a termine il loro piano di partecipare a una festa prima del diploma, ma Molly è decisa a partecipare alla festa di Nick, così usa un "Malala", un codice per fare incondizionatamente ciò che l'altra vuole, senza fare domande. Recuperando un indirizzo da un altro compagno di classe, le ragazze chiamano un Lyft e alla guida trovano il loro preside Jordan Brown. In realtà si scopre che l'indirizzo a cui vengono lasciate è quello di George, un loro compagno di classe che aveva organizzato una festa a tema delitto.
A questa festa incontrano di nuovo Gigi, che rivela di averle fatto mangiare sullo yacht delle fragole immerse in una droga che poco dopo inizierà a fare effetto, portando a delle allucinazioni. Passato l'effetto della droga, Gigi fa confessare a Molly di avere una cotta per Nick, così le due si mettono all'opera per cercare il modo di arrivare alla festa e incontrarsi una con Ryan e l'altra con Nick; le due scoprono attraverso dei video postati sui social dagli amici che alla festa avevano ordinato delle pizze: le ragazze si recano così alla pizzeria e si nascondono nell'auto del fattorino, minacciandolo per avere l'indirizzo. Ottenuto l'indirizzo, Amy si accorge di aver lasciato il telefono nell'auto del fattorino, mentre Molly ha la batteria al 2%, che dura giusto il tempo per chiamare la loro insegnante Miss Fine, la quale procura loro un cambio d'abito e le accompagna finalmente alla festa giusta.
Una volta arrivate, Amy si incontra con Ryan e Molly con Nick. Mentre nuota in piscina Amy vede Ryan baciarsi con Nick. Delusa e imbarazzata, Amy vuole lasciare la festa, usando anche un Malala, ma Molly, convinta che Nick sia innamorato di lei, si rifiuta. Le due hanno una discussione, dalla quale emerge che Amy sarebbe andata per un anno intero in Africa dopo il diploma, senza averlo detto a Molly. Amy si rifugia in bagno dove incontra Hope, una compagna di classe: Amy bacia Hope e le due iniziano a fare sesso. Dopo aver bevuto per sbaglio da un bicchiere contenente un mozzicone di sigaretta, Amy vomita su Hope, rovinando il momento. Alla festa nel frattempo arriva la polizia; alcuni riescono a scappare, mentre altri rimangono bloccati in casa. Molly, non trovando Amy, viene accompagnata a casa da Annabel, soprannominata da tutti "Tripla A" a causa della sua dubbia reputazione. Amy, rimasta bloccata in casa a causa dei poliziotti, decide di sacrificarsi per il gruppo, facendosi arrestare.
La mattina seguente Molly, ignara dell'arresto dell'amica, scopre quanto avvenuto solo quando prende il telefono e vede i post degli amici, che inneggiavano ad Amy per averli fatti scappare dalla polizia. Molly va quindi in carcere a trovare Amy, con la quale si scusa e le promette di tirarla fuori in tempo per la cerimonia del diploma. Guidando l'auto di Jared, le due arrivano alla cerimonia del diploma, dove Molly bacia Jared e fa un discorso di commiato improvvisato, ricevendo anche una standing ovation. Giorni dopo, mentre Molly aiuta Amy a prepararsi per il suo viaggio in Africa, Hope bussa alla porta della ragazza, lasciandole il suo numero di telefono. Molly accompagna Amy all'aeroporto dove le due si dicono addio, quasi in lacrime. Mentre Molly si allontana, Amy salta davanti alla sua auto, dicendole di avere il tempo di mangiare dei pancakes prima del volo.

## Produzione
Le riprese del film sono iniziate nel maggio 2018.

## Promozione
Il primo trailer del film viene diffuso l'11 marzo 2019.

## Distribuzione
La pellicola è stata presentata al South by Southwest il 10 marzo 2019, e distribuita nelle sale cinematografiche statunitensi a partire dal 24 maggio 2019. In Italia è stato proiettato in anteprima nazionale il 20 luglio 2019 al Giffoni Film Festival di Giffoni Valle Piana ed è stato distribuito dal 21 agosto.

## Accoglienza

### Critica
Sull'aggregatore Rotten Tomatoes il film riceve il 96% delle recensioni professionali positive con un voto medio di 8,30 su 10, basato su 386 critiche e lo posiziona al settimo posto dei film meglio recensiti nel 2019, vincendo il Golden Tomato Awards per il film commedia meglio recensito; su Metacritic ottiene un punteggio di 84 su 100 basato su 52 critiche.
Kylie Hemmert, critico di ComingSoon.net, posiziona il film al quarto posto tra i miglior del 2019, mentre Maggie Dela Paz dello stesso sito lo posiziona al secondo posto.

## Riconoscimenti
- 2020 - Golden Globe[11]
  - Candidatura per la migliore attrice in un film commedia o musicale a Beanie Feldstein
- 2019 - Chicago Film Critics Association Awards[12]
  - Candidatura per il premio Milos Stehlik al miglior regista rivelazione a Olivia Wilde
- 2019 - Gotham Independent Film Awards[13]
  - Candidatura per il premio Bingham Ray al miglior regista rivelazione a Olivia Wilde
- 2019 - Hollywood Film Awards[14]
  - Miglior regista esordiente a Olivia Wilde
- 2019 - National Film & TV Awards[15]
  - Candidatura per il miglior film
  - Candidatura per il miglior film commedia
  - Candidatura per il miglior produttore a Will Ferrell
- 2020 - Premio BAFTA[16]
  - Candidatura per la migliore sceneggiatura originale a Susanna Fogel, Emily Halpern, Sarah Haskins e Katie Silberman
- 2020 - Critics' Choice Awards[17]
  - Candidatura per il miglior film commedia
- 2020 - GLAAD Media Awards
  - Miglior film rivelazione
- 2020 - Independent Spirit Awards[18]
  - Miglior film d'esordio
- 2020 - Writers Guild of America Award[19]
  - Candidatura per la miglior sceneggiatura originale a Susanna Fogel, Emily Halpern, Sarah Haskins e Katie Silberman